# Двосторонні відносини
Двосторонні відносини (також двосторонні інтеракції, білатеральні відносини, білатералізм) — державні контакти між двома країнами у політичній, економічній, культурній, інформаційній областях. Для взаємодії утворюються спеціальні місії і постійні представництва, укладаються угоди, договори, Modus vivendi.

## Види
Двосторонні міжнародні відносини поділяються на:
- вплив однієї сторони на іншу (домінування, контролювання)
- взаємодія двох сторін (підтримання партнерських відносин)
- конфлікт між двома сторонами